# Södermanlands runinskrifter 361
Södermanlands runinskrifter 361 är vikingatida ristade fragment av gravhäll av kalksten som påträffades i Vrena kyrka, Vrena socken och Nyköpings kommun. Fragmenten påträffades under sakristians golv vid läggning av en elledning 1932. De är överlämnade till SHM som gåva.
Eventuellt hör runstensfragmentet Sö Fv1954;19 till Sö 361.

## Inskriften
Translitterering av runraden:
...(a)þu × ... ... (u)arþ × i ... ... ...ki(b)ali... ...
Normalisering till runsvenska:
... ... ... varð i ... ... [s]kipali[ð] ...
Översättning till nusvenska:
... drunknade(?) i(?) ... blev i(?) ... skeppskamrat(er) ...